# Алакаев, Рустам Владимирович
Рустам Владимирович Алакаев — Мастер спорта России, сенсей, чёрный пояс 3 дан, Президент региональной физкультурно-спортивной общественной организации «Московская федерация кёкусин-кан каратэ-до» (РФСОО «МФКК»), вице-президент Общероссийской физкультурно-спортивной общественной организации «Федерация Кёкусин-кан каратэ-до России» (ОФСОО «ФККР»), тренер-преподаватель Центра спорта и образования «Самбо-70», член сборной команды России по Киокусинкай, серебряный призёр Чемпионата Мира по Киокусинкай ,соучредитель спортивного клуба боевых искусств «СК Ямакаси».

## Биография
Родился 25 марта 1987 года в городе Нальчик Республика Кабардино-Балкария. Начал заниматься киокусинкай в 1999 году в стенах СОШ № 21 г.Нальчик, под руководством Нагоевой Елены Нургалиевны в СК «Фудо-2». С 2004 года начал тренироваться под руководством Зрумова Аскера Хазраиловича в СК «Фудо» и военно-патриотическом клубе «Каскад». С 2005 по 2013 год тренировался и выступал в составе сборной России, под руководством заслуженных тренеров Захарова Владимира Ивановича и Зрумова Аскера Хазраиловича.
Черный пояс 3 дан Мастер спорта России(приказ 55П от 24.05.2006), сенсей, чёрный пояс 3 дан, Президент региональной физкультурно-спортивной общественной организации «Московская федерация кёкусин-кан каратэ-до» (РФСОО «МФКК»), вице-президент Общероссийской физкультурно-спортивной общественной организации «Федерация Кёкусин-кан каратэ-до России» (ОФСОО «ФККР»), тренер-преподаватель Центра спорта и образования «Самбо-70», член сборной команды России по Киокусинкай, серебряный призёр Чемпионата Мира по Киокусинкай ,соучредитель спортивного клуба боевых искусств «СК Ямакаси».

## Образование
В 2004 г. окончил среднюю общеобразовательную школу № 21 г. Нальчик
С 2004 по 2008 год обучался в Кабардино-Балкарском государственном университете по специальности «Инженер машиностроения»
С 2008 по 2013 г. прошёл обучение в Российском государственном университете физической культуры, спорта, молодёжи и туризма (ГЦОЛИФК) по специальности «Связи с общественностью».
С 2013 по 2015 годы в Российском государственном университете физической культуры, спорта, молодёжи и туризма (ГЦОЛИФК) успешно освоил программу магистратуры, по направлению «Физическая культура».

## Спортивные достижения
- 2000 г. —  Первенство Кабардино-Балкарской республики — 1 место

- 2001 г. —  Первенство Кабардино-Балкарской республики — 1 место

- 2002 г. —  Первенство Кабардино-Балкарской республики — 1 место

- 2002 г. —  Первенство Кабардино-Балкарской республики — 1 место

- 2003 г. —  Первенство Кабардино-Балкарской республики — 1 место

- 2004 г. —  Первенство Кабардино-Балкарской республики — 1 место

- 2004 г. —  Первенство ЮФО , Астрахань — 1 место

- 2004 г. —  Международные соревнования «Кубок Нации», Подольск — 1 место

- 2005 г. —  Чемпионат России , Москва — 4 место

- 2005 г. —  Чемпионат Мира, Россия, Москва — 4 место[9]

- 2007 г. —  Международный турнир «Кубок Кавказа» , Грузия, Тбилиси — 3 место[10]

- 2007 г. —  Открытый Чемпионат Испании, Барселона — 3 место

- 2008 г. —  Чемпионат России, Москва — 3 место

- 2009 г. —  Чемпионат Москвы — 1 место

- 2010 г. —  Чемпионат России, Москва — 2 место[11]

- 2010 г. —  Открытый Чемпионат Азии, Малайзия, Куала-Лумпур — 3 место[12]

- 2011 г. —  Чемпионат России , Москва — 3 место[13]

- 2011 г. —  Чемпионат Азии , Сеул — 2 место[14]

- 2012 г. —  Чемпионат России , Москва — 3 место[15]

- 2013 г. —  Чемпионат России, Москва — 2 место[16]

- 2023 г. —  Чемпионат Мира, Казахстан, Алматы- 2 место[7]

## Тренерская деятельность
Начал тренировать в 2009 года в Центральном додзё Всероссийской федерации Кёкусин-кан каратэ-до в г. Москва, по адресу Каширское шоссе 39. В 2010 году совместно с Джафаровым Эмилем на базе Центрального додзё основали спортивный клуб боевых искусств «Ямакаси». С 2015 по 2019 гг. был главным тренером юношеской спортивной сборной команды города Москвы по киокусинкай (кёкусинкан). С 2014 года по настоящее время работает тренером отделения Гагаринский Государственного бюджетного образовательного учреждения "Центр спорта и образования «Самбо-70» Департамента спорта города Москвы. За годы работы тренером под руководством Алакаева Рустама Владимировича, были подготовлены победители и призёры первенств и чемпионатов Москвы, России, Европы и Мира:
- Болдаков Никита, 2004 г.р. — Мастер спорта России международного класса (приказ № 211-нг от 01.07.2024 г.), чёрный пояс 1 дан, серебряный призёр Чемпионата мира 2023, бронзовый призёр Кубка России 2022, победитель Кубка мира среди молодёжи 2021, трёхкратный победитель первенств России (2017, 2019, 2020), победитель первенства Европы 2019, двукратный победитель финального этапа Всероссийской Спартакиады учащихся России (2019, 2021), победитель множества Всероссийских и Международных соревнований.

- Соболева Елизавета, 2004 г.р. — мастер спорта России (приказ № 131нг от 31.08.2022 г.), бронзовый призёр Чемпионата Мира 2023 г., серебряный призёр Чемпионатов России 2022 и 2023 гг., победительница Кубка мира среди молодёжи 2019, двукратная победительница первенства Европы 2017 и 2019 гг., пятикратная победительница первенств России (2016, 2017, 2018, 2019, 2020), победительница первенства Японии (2018), двукратная победительница финального этапа Всероссийской Спартакиады учащихся России (2019, 2021), многократная победительница Всероссийских и Международных соревнований;

- Черненко Алексей — 2005 г.р. , мастер спорта России (приказ 27.12.2023 № 527-нг), трёхкратный победитель первенств России (2017, 2018, 2019), бронзовый призёр первенства мира (2018), бронзовый призёр первенства Японии (2019), победитель Кубка мира среди молодёжи (2019).

- Мовсесян Мовсес — 2002 г.р., мастер спорта России, (приказ 30.04.2021 № 46-нг), победитель первенства России (2018), бронзовый призёр Кубка мира среди молодёжи(2019), двукратный бронзовый призёр Чемпионата России(2020,2021), обладатель Кубка России(2020), бронзовый призёр Кубка России 2023 г.

- Жученко Вера , 2007 г.р. — серебряный призёр Первенства Мира 2023 г., серебряный призёр международного турнира "Открытое первенство Японии 2023 г., бронзовый призёр первенства Европы 2019 г, победитель Первенства России 2020 г. , серебряный призёр Первенства России 2022 и 2023 г., бронзовый призёр Первенства России 2021 г. , многократный победитель и призёр всероссийских соревнований .

- Богданова Ксения , 2004 г.р. — мастер спорта России (приказ от 01.07.2024 г.№ 212-нг), Чемпионка России 2024 г., победитель Кубка России 2023 г. , многократный победитель и призёр всероссийских и международных соревнований.

- ЦЕЦИЕВА Алёна Алексеевна — мастер спорта России (приказ 31.05.2021 № 56-нг), Чемпионка России, многократный победитель и призёр всероссийских соревнований.

Работа региональным представителем ОФСОО «ФККР»
В сентября 2020 года избран на должность президента Региональной физкультурно-спортивной общественной организации «Московская Федерация Кёкусин-кан каратэ-до».
Как руководитель регионального представительства общероссийской спортивной федерации проводит большую организационную работу: проведение спортивных мероприятий — первенства и чемпионаты города Москва по киокусинкай (кёкусинкан), региональных и всероссийских соревнований, учебно-тренировочных и методических сборы; организация выездов детско-юношеской и взрослой команд на всероссийские и международные соревнования, работа на развития клубов, входящих в МФКК; работа по популяризации кёкусинкан каратэ и привлечение в спорт большего числа занимающихся. В феврале 2024 г. по инициативе и непосредственном руководстве Алакаева Рустама Владимировича., начата работа в рамках проекта мэра Москвы «Московское долголетие».

## Государственные награды
Приказом Минспорта РФ № 406 нг от 12.12.2023 г. награждён юбилейной медалью, посвященной 100-летию образования государственного органа управления в сфере физической культуры и спорта.

### Дополнительно
1. Японские бойцы тренировались под руководством спортсменов сборной России — https://kyokushinkarate.news/news_world/1769-yamakasi
2. Чемпионат мира по киокусинкай среди мужчин и женщин, а также среди ветеранов среди мужчин прошёл в Алма-Ате (Казахстан) — https://kavkaz.mk.ru/sport/2023/11/26/karatisty-kabardinobalkarii-zavoevali-9-medaley-na-chempionate-mira.html
3. Президиум Федерации Кёкусин-кан каратэ-до России — http://www.kyokushinkan.ru/federation/presidium/
4. Черные пояса Федерации Кёкусин-кан каратэ-до России -http://www.kyokushinkan.ru/federation/black_belts/
5. Гордость Федерации Кёкусин-кан каратэ-до России — http://www.kyokushinkan.ru/federation/honor/
6. Реестр тренеров — https://www.mos.ru/coachregister/Coach/Card/16220
7. Вице-президент, Руководитель регионального представительства Федерации в Москве, 3 дан https://akrussia.ru/fkkr-ki/
8. Тренеры — ГБОУ "ЦСиО «Самбо-70» Москомспорта — https://sambo70.mossport.ru/teacher/
9. Итоги Общероссийской летней школы РФКК — https://karate.ru/events/2015-07-07/itogi-obsherossijskoj-letnej-shkoly-rfkk/
10. Спортсмены «Самбо-70» завоевали медали на Кубке Мира KWU по киокусинкай — https://news.myseldon.com/ru/news/index/254559555
11. Зимняя школа 2022 Федерации Кёкусин-кан Каратэ-до России — https://superkarate.ru/news/akr/14182-zimnjaja-shkola-2022-federacii-kekusin-kan-karatje-do-rossii.html
12. Основной состав мужской сборной России по Киокусинкай — https://superkarate.ru/news/akr/86-sbornaya-russia-kyokusinkai.html
13. Летняя школа Федерации Кёкусин-кан каратэ-до России 2022 — https://superkarate.ru/news/akr/14677-letnjaja-shkola-federacii-kekusin-kan-karatje-do-rossii-2022.html